# Lundby Bakker
Lundby Bakker är ett område med kullar i Danmark.   Det ligger strax söder om Gistrup i Ålborgs kommun, Region Nordjylland, i den norra delen av landet, 210 km nordväst om Köpenhamn. Den högsta toppen är Risbjerg, 83 meter över havet.